# アルパイン (企業)
アルパイン株式会社（英: ALPINE ELECTRONICS, INC.）は、かつて存在した東京都大田区に本社を置くアルプスアルパイングループの企業。
2020年3月までは、自動車用音響機器（カーオーディオ）、情報通信機器（カーナビ、カーAV、複合商品）メーカーであったが、同年4月1日付で会社分割により、商標権・子会社管理を除いた全事業をアルプスアルパインに継承した。

## 概要
1967年（昭和42年）、アルプス電気と米国モトローラ社の合弁会社アルプスモトローラとして誕生。当初は8トラックカセットデッキプレーヤーなどを生産していた。
その後1978年（昭和53年）にアルパインに社名を変更。アルパインブランドでのカーオーディオをメインに生産・販売する一方、ALPINE/LUXMANブランドで高級ホームオーディオを手がけていた時期もあった（1990年代にホームオーディオは撤退）。現在ではカーナビカーAVに加え、車載カメラなどドライブアシスト機器も手がける。更に、インテリアからエクステリアまでトータルコーディネートした「アルパインスタイル」というカスタマイズカーも手がけている。デザインコンセプトは、スポーツ、スパルタン、シャープ、シンプル、スマートの頭文字から成る「5S」である。
早くから海外展開をしており、現在の売上比率も海外がその9割近くを占める。また自動車メーカー向けビジネスが成長し、売上げの8割近くを占める。主な取引先は本田技研工業をはじめ、メルセデス・ベンツ、BMWなど高級車ブランドが多い。日産の純正品も手がけていた時期もあった。
いわき本社内にある評価センターは、車載機器メーカーとしては本格的な製品評価施設で、製品に対する様々な評価テストが行われているが、2000年（平成12年）にこの施設内の不整路テストコースで、映画「千と千尋の神隠し」の制作協力が行われた（砂利道を走る千尋の父が運転するアウディの走行音の収録）。
地域活性化に積極的であり、毎年8月頃にいわき事業所にて地域住民も参加する夏祭りを開催している。従業員や芸能人によるステージショー、花火などが行われる。

## アルパインブランド

### 社名の由来
アルパインの社名は、親会社のアルプス電気、また世界的に有名なアルプス山脈から、いつかはそのような圧倒的な存在感のある企業になるように、つまり「アルプスのような」という形容詞に由来している。

### ロゴマーク
「/////ALPINE」ロゴマークの5本線はファイブ・ストライプスと呼ばれ、「最高の技術・最高の製品・最高のマーケティング・最高のサービス体制・最高のパートナー」という、アルパインが目指すべき指標として、その5つの企業活動を象徴している。

### 企業メッセージ
現在の企業メッセージ"Driving Mobile Media Solutions"「モービルメディアの未来価値へ」は2005年（平成17年）に制定されたもので、市場環境、事業環境の変化に合わせて、新しい領域に挑戦するという、アルパインの企業姿勢を現している。

### 製品品質へのこだわり
いわき本社内にあるミュージアムには、ピストルで打ち抜かれた製品が展示されている。これは以前、何度修理しても故障を繰り返す製品に腹を立てたあるアメリカのユーザーが、ピストルで撃ってアルパインに送ってきたものである。このことが、2度とこのようなものを作ってはいけないという戒めとなり、製品品質へのこだわりとなった。

### マーケティング戦略
- マスメディアではあまりブランド広告を見かけないが、世界の名だたるモーターショーのほとんどにブースを出展している。最近ではWebにも力を入れており、かつては企業サイト内にはALPINE WORLD SESSIONという業界初のブランディングサイトを開設していた。
- ミニバン専用情報ブログ ALPINE Minivan Cafe を開設。
- 過去にニッポン放送のオールナイトニッポンやTBSラジオのJUNKでラジオCMを流していたが、2014年3月をもって一旦撤退した。その後2017年3月から、ニッポン放送やTBSラジオなどの番組でもラジオCMを再開し、ニッポン放送の星野源のオールナイトニッポンの協賛スポンサーを務めたものの、現在は再び撤退している。

## 沿革
- 1967年 - アルプス電気と米国モトローラ社の合弁会社アルプスモトローラ株式会社として設立。
- 1968年 - 8トラック・テーププレーヤーの生産開始。
- 1969年 - カーラジオの生産開始。いわき事業所を開設。
- 1977年 - カセットラジオCM630が、ランボルギーニ車の純正用に採用。
- 1978年 - 商号をアルパイン株式会社に変更、アルプス電気の100%子会社となる。
- 1981年 - カーナビの原型となる世界初のジャイロケーターを本田技研工業と共同開発。
- 1987年 - いわき事業所新社屋完成。
- 1988年 - 東京証券取引所2部上場。
- 1991年 - 東京証券取引所1部上場。
- 1993年 - 中国の関連会社瀋陽東大アルパインソフトウエアが上海証券取引所に上場。
- 1998年
  - ハンガリーに生産会社、アルパイン・エレクトロニクス・マニュファクチャリング・オブ・ヨーロッパを設立。
  - 環境マネージメントの国際規格「ISO14001」認証を取得。
- 2000年
  - モービルマルチメディア事業でノキア社と技術提携。
  - 国内の生産拠点アルパイン・マニュファクチャリングを設立。
- 2001年 - 国内市販販売会社、アルパインマーケティング株式会社を設立。
- 2002年 - 国内カーオーディオメーカー初、自動車業界の品質マネジメント規格「ISO/TS16949」を取得。
- 2005年 - iPodが再生できるカーオーディオ（CDA-9855）を他社に先駆け発売。
- 2007年 - 世界初iPod専用カーオーディオ（iDA-X001）を発売。
- 2008年 - フリップダウンモニター（TMX-R1100/1500）が用品大賞受賞。
- 2010年 - 史上初8型モニターを採用したカーナビ（ビッグX　VIE-X088）が用品大賞受賞。
- 2011年 - Nokia社とのアライアンス「MirrorLink」による世界初の車載インフォテイメントソリューション「ICS-X8」発表。
- 2012年
  - アルパイン・中近東を設立。
  - 市販では世界初となる9型ナビゲーション（VIE-X009）を発売。
  - アルパイン・韓国を設立。
- 2013年 - 北米・欧州・アジア・オセアニア向けにサウンドチューニングアプリ「TuneIt」と対応ヘッドユニットをリリース。
- 2014年 - いわき事業所一階に「スターバックスコーヒー アルパインいわき本社店」がオープン。
- 2015年
  - 欧州市場で展開しているAudi Q5/A4/A5向け車種専用システム（X701D-A）が「EISAアワード」最優秀賞を受賞。
  - 中国にNeusoftとの合弁会社ニューソフト・リーチ・オートモーティブ・テクノロジーを設立。
- 2016年
  - 日本IBMと次世代車載システムの開発で連携。
  - 東芝と産業用ドローンサービス事業で連携。
- 2017年 - アルプス電気との経営統合を発表。
- 2018年 -  東京証券取引所1部上場廃止。
- 2019年 - 株式交換により、同年1月1日付でアルプス電気から商号変更のアルプスアルパインの完全子会社となる[2]。
- 2020年4月 - 商標権・子会社管理以外の事業をアルプスアルパイン株式会社へ会社分割により承継[3]。